# Guido Nardini
Guido Nardini (Firenze, 1881. július 30. – Ciampino, 1928. január 26.) olasz első világháborús pilóta. A háború során 6 igazolt és 2 igazolatlan légi győzelmet szerzett.

## Élete
1881. július 30-án született az olaszországi Firenze városában.
Az első világháború kitörésekor lépett az olasz légierőbe. Első légi győzelmét 1916. június 27-én szerezte egy Nieuport 10-sel Verona felett három másik olasz pilótával közösen. Második győzelmére majdnem pontosan egy évet kellett várnia. Második áldozatát 1917. június 14-én lőtte le Nieuport 17-sével, ezt viszont nem tudta igazolni. Azonban még aznap Valsugana felett lelőtt egy másik ellenséges repülőgépet is egy másik olasz vadászrepülőssel együtt. Következő győzelmét egy hónappal később, 1917. július 18-án aratta, ezúttal egyedül 6:55-kor egy Two-seater ellen Asiago felett. Ez év szeptember 6-án aratta újabb légi győzelmét Gorizia egén, de ezt a győzelmét sem tudta igazolni szemtanúkkal. Újabb igazolt légi győzelmet 1918. május 3-án szerzett egy Hansa-Brandenburg C.I-es ellen a legeredményesebb ásszal, Francesco Baraccával megosztva. Következő győzelmét május 17-én szerezte meg három másik olasz ásszal. Az áldozatuk a második legjobb magyar ász, Gräser Ferenc volt, aki egy Albatros D.III-sal repült és szenvedett repülőhalált. Nardini utolsó légi győzelmét 1918. június 15-én szerezte meg reggel 9:11-kor, szintén egy Albatros D.III ellen, Moriago felett. A háború után is valószínűleg az olasz légierőnél maradt.
1928. január 26-án halt meg véletlen balesetben, mikor gépéből kiugorva az ejtőernyője nem nyílt ki, és a földbe csapódva szenvedett repülőhalált. Az első világháború során számos pilóta halt meg ki nem nyíló ejtőernyők miatt.

## Légi győzelmei
Élete során Guido Nardini összesen hat igazolt és két igazolatlan légi győzelmet ért el.
| Sorszám     | Egység | Dátum               | Ellenfél              | Repülőgép   |
| ----------- | ------ | ------------------- | --------------------- | ----------- |
| 1           | 75ª    | 1916. június 27.    | EA                    | Nieuport 10 |
| Igazolatlan | 78ª    | 1917. június 14.    | EA                    | Nieuport 17 |
| 2           | 78ª    | 1917. június 14.    | EA                    | Nieuport 17 |
| 3           | 78ª    | 1917. július 18.    | Two-seater            |             |
| Igazolatlan | 78ª    | 1917. szeptember 6. | EA                    |             |
| 4           | 91ª    | 1918. május 3.      | Hansa-Brandenburg C.I |             |
| 5           | 91ª    | 1918. május 17.     | Albatros D.III        |             |
| 6           | 91ª    | 1918. június 15.    | Albatros D.III        |             |